# Jane Harman

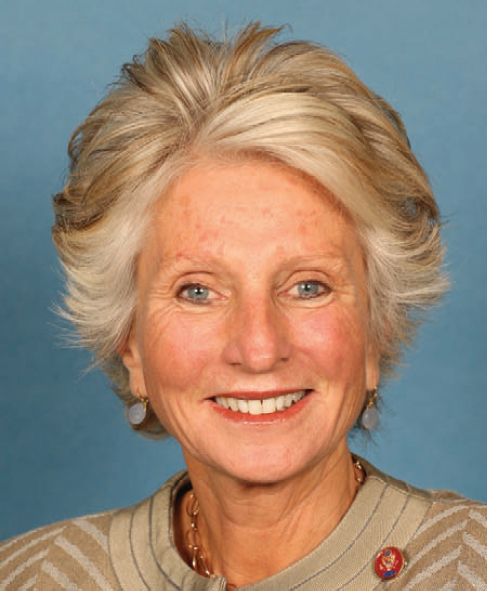
Jane Harman

Jane Margaret Lakes Harman (* 28. Juni 1945 in New York City) ist eine US-amerikanische Politikerin der Demokratischen Partei. Sie vertrat den Bundesstaat Kalifornien von 1993 bis 1999 und von 2001 bis 2011 im Repräsentantenhaus der Vereinigten Staaten.

## Leben
Harman ist die Tochter von Lucille Geier und Adolph N. Lakes. Ihr Vater, der in Polen geboren war, war nach Deutschland ausgewandert und hatte in der Zeit des Nationalsozialismus 1935 dort das Medizinstudium abgeschlossen. Anschließend war er nach New York ausgewandert und als Arzt tätig. Ihre Mutter, die aus Russland in die Vereinigten Staaten eingewandert war, hatte als erstes Mitglied ihrer Familie das College besucht. Die Familie zog im Kindesalter Harmans nach Los Angeles. Nach ihrem High-School-Abschluss 1962 studierte sie am Smith College, das sie 1966 mit dem Bachelorgrad verließ. Sie wurde in die akademische Vereinigung Phi Beta Kappa aufgenommen. Anschließend absolvierte sie die Harvard Law School, die sie 1969 abschloss. Danach arbeitete sie unter anderem für Senator John V. Tunney.
1980 ließ sie sich von Richard Frank scheiden, mit dem sie zwei Kinder hat, und heiratete im selben Jahr den Unternehmer Sidney Harman († 2011), mit dem sie ebenfalls zwei Kinder hat.
Im Januar 1999 schied sie erstmals aus dem Kongress aus, um sich um die Nominierung ihrer Partei für die Wahl zum Gouverneur von Kalifornien zu bewerben. Sie unterlag jedoch Gray Davis. Bei der folgenden Repräsentantenhauswahl 2000 besiegte sie den Republikaner Steven T. Kuykendall, der zuvor ihre Nachfolge angetreten hatte. Ab Januar 2001 gehörte sie erneut dem Repräsentantenhaus an. Am 8. Februar 2011 gab sie bekannt, von ihrem Mandat zurückzutreten, um Leiterin des Woodrow Wilson International Center for Scholars zu werden. Am 28. Februar 2011 wurde der Rücktritt rechtskräftig.